# Aa di Uster
L'Aa di Uster o Aabach (in tedesco: Ustermer Aa oppure Aabach) (da non confondere con l'Aa di Mönchaltorf) è un piccolo fiume non navigabile lungo 10,9 km del canton Zurigo, che sfocia nel Greifensee. Essa nasce dal Lago di Pfäffikon di cui è l'emissario, uscendone a sud-est. A Wetzikon si dirige verso ovest, riceve il Wildbach, attraversa prima la foresta di Oberuster nella stretta Aatal e si getta (435 m ü. M.) nel Greifensee a Uster.

## Storia industriale
L'Aa scende di 100 metri lungo il suo breve corso: a causa di ciò, già nel medioevo vi erano attivi cinque mulini. Nel XIX secolo la regione lungo il torrente divenne il centro dell'industria del cotone dell'Oberland zurighese. Quindici stabilimenti di filatura lungo il suo corso lo fecero diventare "il torrente dei milioni". Nel XX secolo l'industria tessile si concentrò in poche imprese.

## Da canale industriale alla rinaturazione

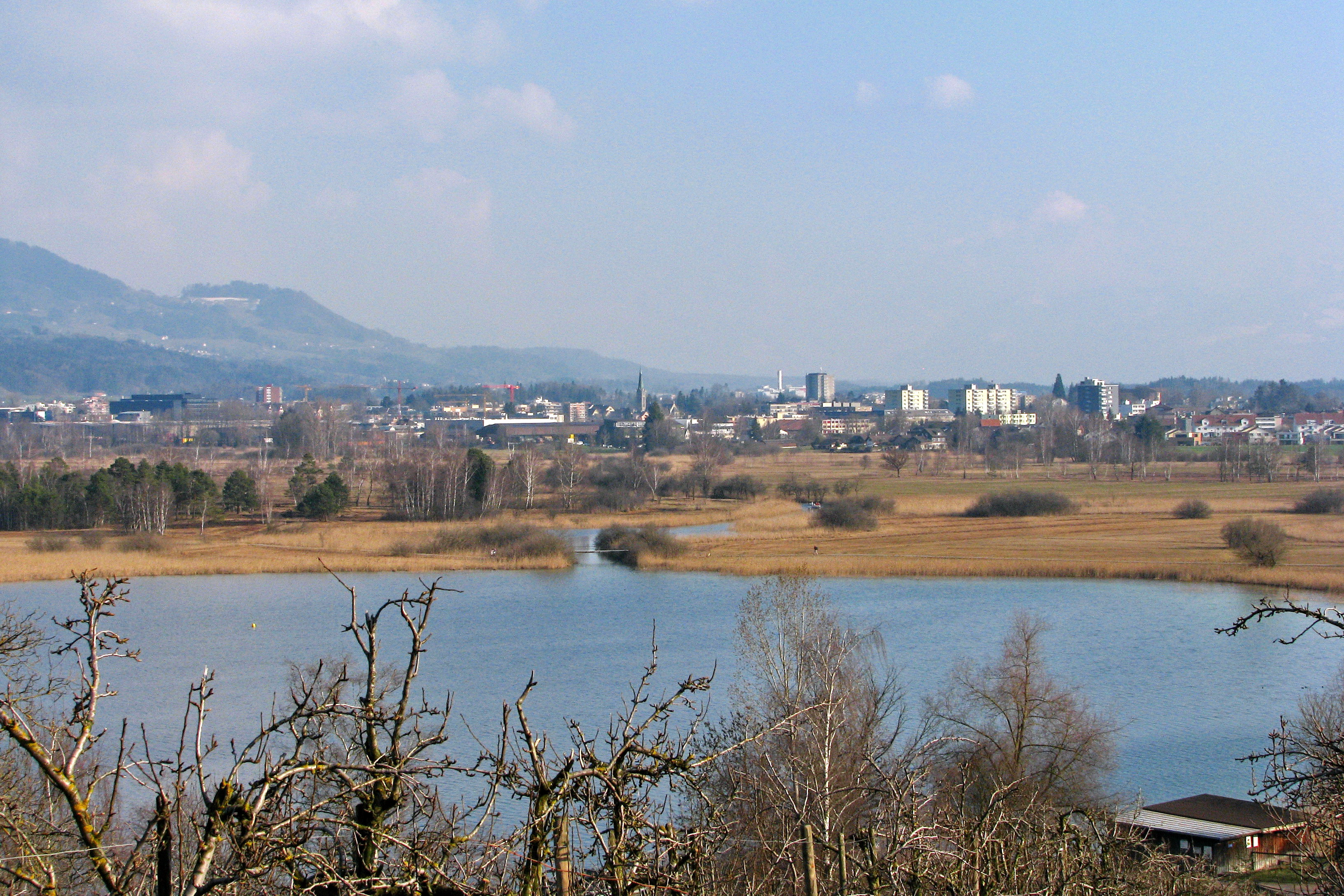
L'uscita dal Pfäffikersee

Per la protezione contro le inondazioni il torrente venne fortemente irregimentato e incanalato. Attualmente sono in corso di attuazione progetti di rinaturazione, i quali tramite scale per pesci e salti ridotti dovrebbero di nuovo permettere la migrazione dei pesci. Inoltre, la città di Uster vuole ampliare i suoi parchi lungo il corso d'acqua.